# Rodolfo Lavín
Rodolfo Martínez Lavín (ur. 30 lipca 1977 roku w San Luis Potosí) – meksykański kierowca wyścigowy.

## Kariera
Lavín rozpoczął karierę w międzynarodowych wyścigach samochodowych w 1994 roku od startów w Meksykańskiej Formule 3, gdzie zdobył tytuł wicemistrzowski. Rok później powtórzył ten sukces. W późniejszym okresie Meksykanin pojawiał się także w stawce Indy Lights, Atlantic Championship oraz Champ Car.
W Champ Car Lavín startował w latach 2003-2005. W pierwszym sezonie startów uzbierane siedemnaście punktów dało mu osiemnaste miejsce w końcowej klasyfikacji kierowców. Rok później stanął na drugim stopniu podium na torze Road America. Z dorobkiem 156 punktów został sklasyfikowany na czternastej pozycji w klasyfikacji generalnej. W 2005 roku Meksykanin był osiemnasty, po zdobyciu 72 punktów.